# Josh Failauga
Josh Failauga (ur. 2000) – zapaśnik z Samoa Amerykańskiego walczący w obu stylach. Zajął ósme miejsce na mistrzostwach świata w 2018. Zdobył cztery medale na mistrzostwach Oceanii w latach 2018 - 2023.